# Calapatá
Calapatá est un site archéologique de peintures rupestres découverts par l'archéologue espagnol Juan Cabré Aguilo en 1903.
Situées à l'abri sous roche de Roca de los Moros, sur la rive gauche du ravin de Calapatá près de Cretas en Aragon, les peintures rupestres sont étudiées en 1908 par l'abbé Breuil.
Il appartient aux thèmes variés de l'art levantin, d'Art schématique ibérique et de gravures, faisant partie de l'ensemble de l'Art rupestre du bassin méditerranéen de la péninsule Ibérique déclaré patrimoine mondial par l'UNESCO en 1998 (réf. 874-561).

## Description
Outre quelques traces de peinture rouge qui permettent de mettre en valeur la partie arrière des bovidés, le fond du refuge est orné de cerfs peints d'un aplat rouge, dans un style naturaliste qui rend les poses. Sur un rocher voisin, des animaux peints en noir et deux cerfs partiellement superposés appartiennent au même style, que l'abbé Breuil compare à celui des animaux du Portel.